# Бодавели, Миндия
Миндия Бодавели (род. 28 апреля 1983) — грузинский самбист и дзюдоист, чемпион мира по самбо среди юниоров 2008 года, чемпион (2008) и бронзовый призёр (2007) чемпионатов Грузии по дзюдо, победитель и призёр этапов Кубка мира по дзюдо, чемпион и призёр чемпионатов Европы и мира по самбо, победитель этапа Кубка мира по самбо. По самбо выступал в средней (до 90 кг) и полутяжёлой (до 100 кг) весовых категориях.

## Спортивные результаты
- Чемпионат Грузии по дзюдо 2007 года — ;
- Чемпионат Грузии по дзюдо 2008 года — ;